# Kälbelesspitze
Die Kälbelesspitze (auch Kälbelespitze, österreichisch: Kastenkopf) ist der 2135 m ü. NHN hohe Hauptgipfel der Kastenköpfe in den Allgäuer Alpen. Sein Nebengipfel ist der Westliche Kastenkopf 2129 m ü. NHN.

## Lage und Umgebung
Über den Gipfel der Kälbelesspitze verläuft die Grenze zwischen Deutschland im Westen und Österreich im Osten. Damit liegt sie in den Bundesländern Bayern und Tirol und in den Gemeindegebieten von Bad Hindelang und Weißenbach am Lech.
Die Kälbelesspitze erhebt sich am südlichen Ende der Karmulde, in der sich der Schrecksee (1813 m) befindet. Der nach Norden verlaufende Rauhhornzug trennt die Mulde von einer weiteren, in der der Alplsee (1630 m) liegt. Im Rauhhornzug senkt sich der Kirchendachsattel (1927 m) ein, bevor er Richtung Rauhhorn (2240 m) wieder aufsteigt. Von ihrem Gipfel erstreckt sich ein Höhenzug nach Osten, der Richtung Lachenspitze (2126 m) verläuft. Nach Westen setzt sich der Rauhhornzug in Richtung Hochvogelgruppe fort.
Mit dem Kastenkopf (2129 m) hat die Kälbelesspitze einen „Zwillingsgipfel“ im Westgrat, der durch eine Einschartung von ungefähr 50 Metern vom Hauptgipfel getrennt ist.

## Geologie
Aufgebaut wird die Kälbelesspitze von Hauptdolomit, der auf einem Sockel aus Kreide-Schichten lagert.

## Namensherkunft
Erstmals erwähnt wurde die Kälbelesspitze in der Schmitt’schen Karte von Südwestdeutschland (Blatt 108 „Wertach“) aus dem Jahr 1797 als Kälbeleseck. In einer Beschreibung der Ländergrenzen von 1844 ist über den Kalbeles = Eck = Spitz verzeichnet. Damit ist die Spitze über dem Gratrücken, den die zweijährigen Rinder vorzugsweise beweideten, gemeint.

## Besteigung
Auf die Kälbelesspitze führt kein markierter und angelegter Steig. Alle Anstiege zeichnen sich durch brüchigen Fels aus und werden trotz der unmittelbaren Nähe zu beliebten Wanderwegen kaum begangen.  Der Normalweg führt vom Saalfelder Höhenweg zum Jubiläumsweg der unter der Südflanke verläuft durch selbige über steiles Grasgelände und Schrofen zum Gipfel. Die Schwierigkeit beträgt dabei den I. Grad und es ist Trittsicherheit verlangt. Die Südflanke ist von der Landsberger Hütte (1810 m) aus auf dem Saalfelder Höhenweg und vom Prinz-Luitpold-Haus (1846 m) über den Jubiläumsweg erreichbar. Zudem führt von Hinterstein ein Weg vorbei am Schrecksee herauf. Der Gratübergang von der Kirchendachscharte bewegt sich im III. Schwierigkeitsgrad. Kaum leichter ist der Übergang zum Kastenkopf.

## Bilder

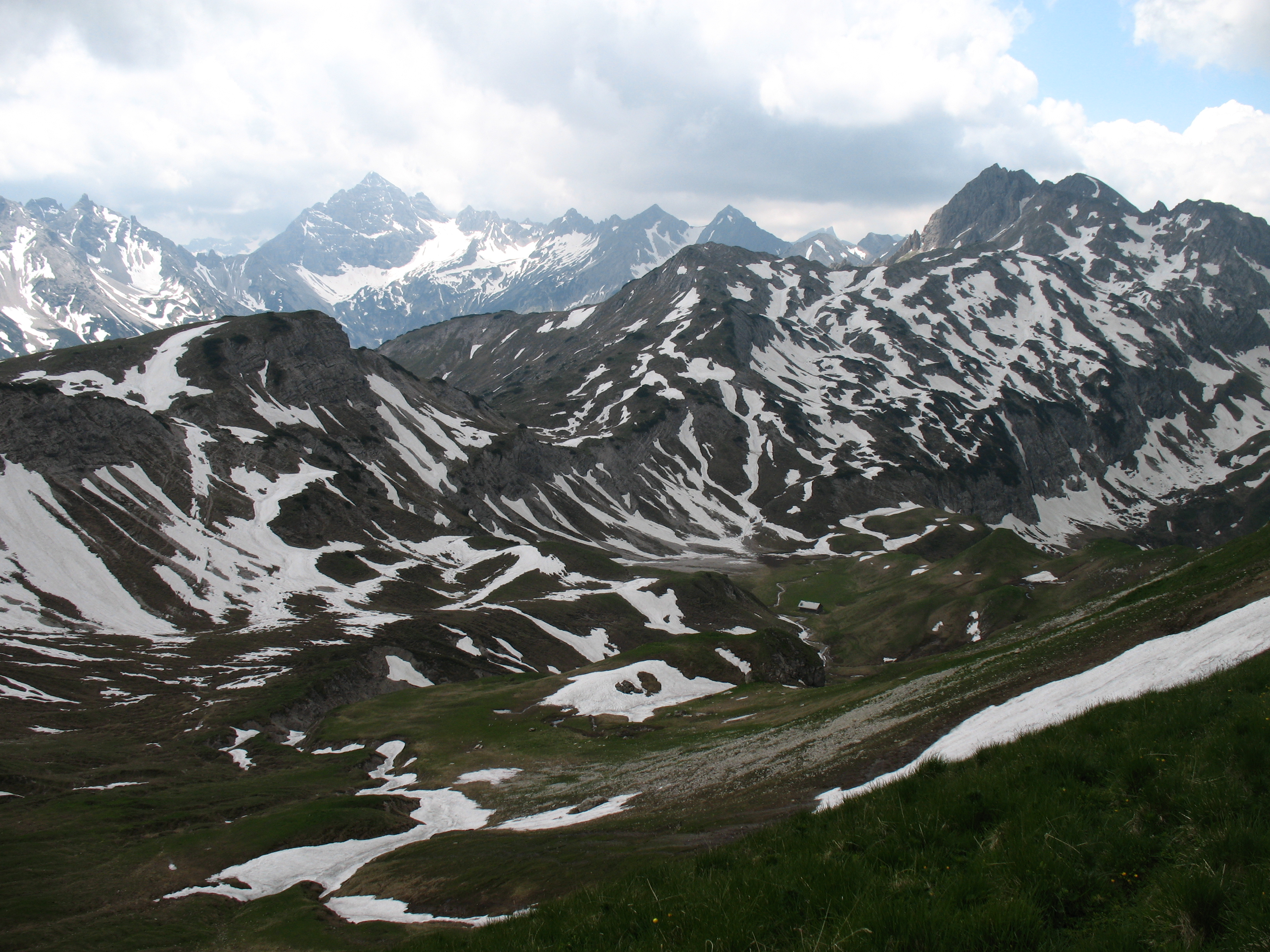
Ostrücken der Kälbelesspitze mit Hochvogel
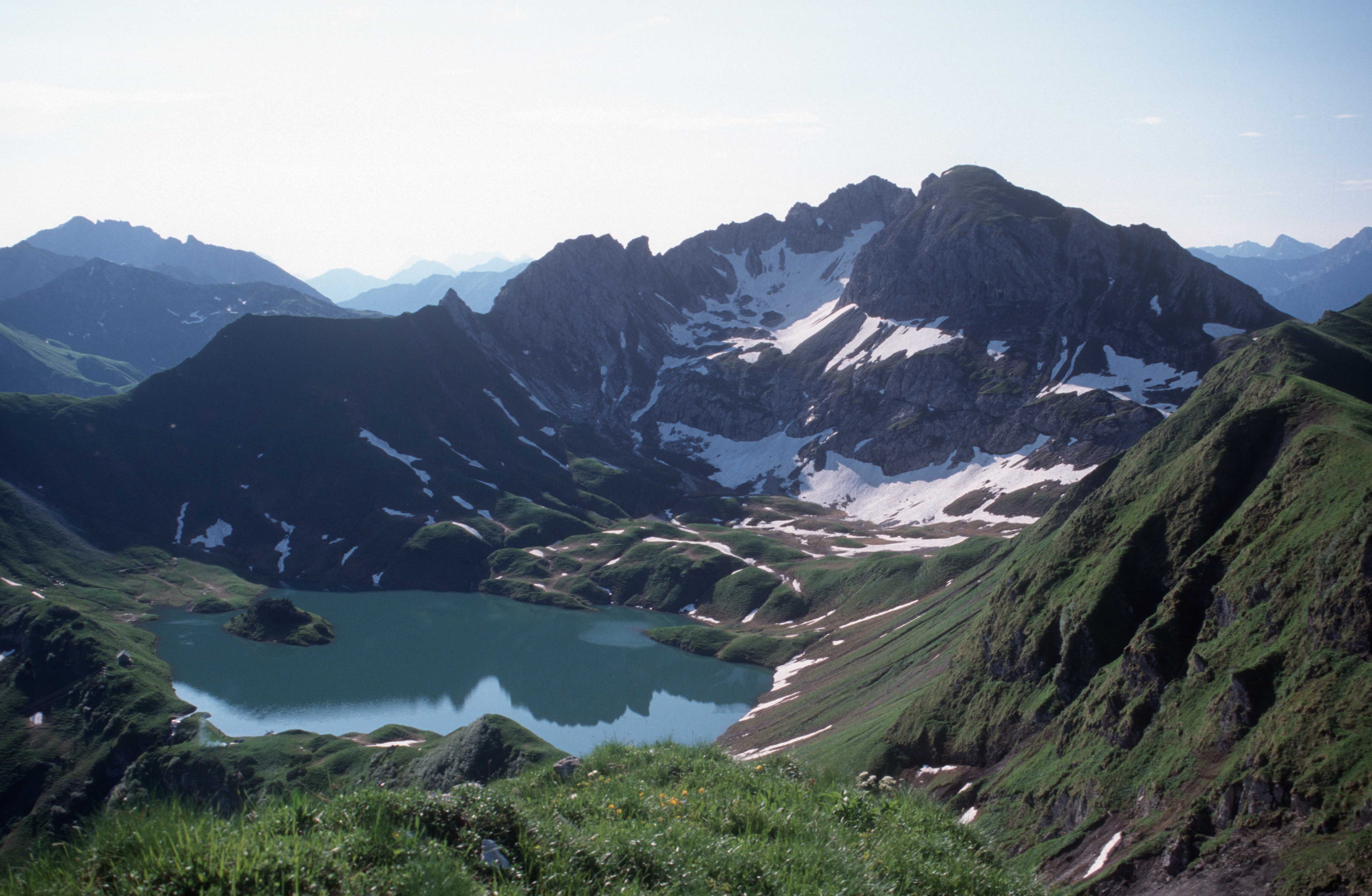
Massiv der Kastenköpfe und Schrecksee
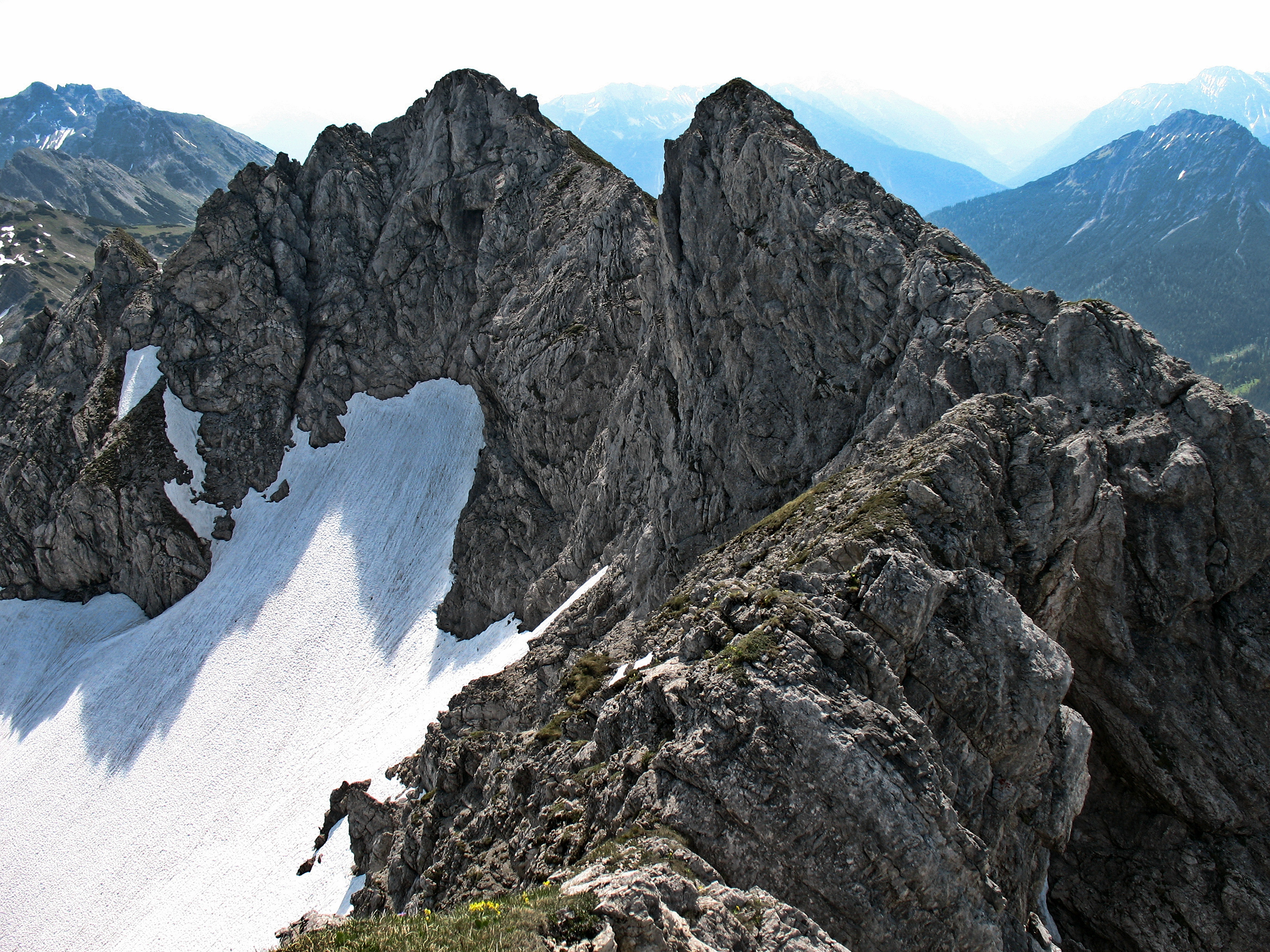
Verbindungsgrat zum Kastenkopf